# Mönsterås
Mönsterås este un oraș în Suedia.

## Demografie
| \| Evoluția demografică a zonei urbane Mönsterås, 1970–2015 \| Evoluția demografică a zonei urbane Mönsterås, 1970–2015 \| Evoluția demografică a zonei urbane Mönsterås, 1970–2015 \| Evoluția demografică a zonei urbane Mönsterås, 1970–2015 \| Evoluția demografică a zonei urbane Mönsterås, 1970–2015 \| \| --------------------------------------------------------------------------------------- \| -------------------------------------------------------- \| -------------------------------------------------------- \| -------------------------------------------------------- \| -------------------------------------------------------- \| \| An \| \| \| Locuitori \| \| \| 1970 \| 1970 \| \| 5.430 \| 5.430 \| \| 1975 \| 1975 \| \| 5.005 \| 5.005 \| \| 1980 \| 1980 \| \| 4.924 \| 4.924 \| \| 1990 \| 1990 \| \| 4.906 \| 4.906 \| \| 1995 \| 1995 \| \| 5.041 \| 5.041 \| \| 2000 \| 2000 \| \| 4.924 \| 4.924 \| \| 2005 \| 2005 \| \| 4.756 \| 4.756 \| \| 2010 \| 2010 \| \| 4.731 \| 4.731 \| \| 2015 \| 2015 \| \| 4.998 \| 4.998 \| \| Sursa: SCB - Statistika Centralbyrån, Folkmängden per tätort. Vart femte år 1960 - 2016 \| \| \| \| \| |      |  |           |       |
| Evoluția demografică a zonei urbane Mönsterås, 1970–2015 |      |  |           |       |
| An |      |  | Locuitori |       |
| 1970 | 1970 |  | 5.430     | 5.430 |
| 1975 | 1975 |  | 5.005     | 5.005 |
| 1980 | 1980 |  | 4.924     | 4.924 |
| 1990 | 1990 |  | 4.906     | 4.906 |
| 1995 | 1995 |  | 5.041     | 5.041 |
| 2000 | 2000 |  | 4.924     | 4.924 |
| 2005 | 2005 |  | 4.756     | 4.756 |
| 2010 | 2010 |  | 4.731     | 4.731 |
| 2015 | 2015 |  | 4.998     | 4.998 |
| Sursa: SCB - Statistika Centralbyrån, Folkmängden per tätort. Vart femte år 1960 - 2016 |      |  |           |       |